# Lilla kräftan
Lilla kräftan (Cancer Minor på latin) var en mycket ljussvag stjärnbild på ekliptikan, bestående av stjärnor som nätt och jämnt kunde ses för blotta ögat.
Den beskrevs av den nederländske astronomen Petrus Plancius och bestod av stjärnor i Tvillingarnas stjärnbild. Den introducerades i en stjärnatlas som publicerades av  Plancius 1612 eller 1613. Stjärnbilden återfinns på flera holländska stjärnkartor från 1600-talet.
Eftersom den var så ljussvag vann förslaget inget större gehör hos dåtidens astronomer och den sista avbildningen i ett astronomiskt verk var i den tysk-holländske kartografen Andreas Cellarius Harmonia Macrocosmica 1660.

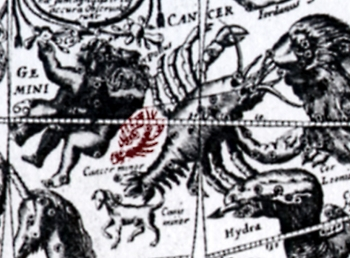
Detalj från Atlas Coelestis, 1681, där Lilla kräftan rödfärgats.

## Stjärnor
Lilla kräftan var en mycket ljussvag stjärnbild där de ljusstarkaste stjärnorna med nöd och näppe gick att urskilja för blotta ögat under klara nätter. Stjärnorna bildar en pilformad asterism.
- HIP 36616 med magnitud 5,45[3]
- 68 Geminorum med magnitud 5,27[4]
- 74 Geminorum med magnitud 5,05
- 81 Geminorum med magnitud 4,87[1]
- 85 Geminorum med magnitud 5,38